# Bait Sahur
Bait Sahur (arabisch بيت ساحور, DMG Bait Sāḥūr, auch Beit Sahour) ist eine palästinensische Stadt, östlich von Betlehem im Westjordanland. Die Bevölkerung von 15.400 Einwohnern ist zu 80 Prozent christlich und zu 20 Prozent muslimisch.

## Geschichte

### 19. Jahrhundert
Der Jerusalemsverein gründete im Jahr 1901 eine evangelisch-lutherische Schule in Bait Sahour. Im Umfeld der Schule hat sich bald auch eine Kirchengemeinde gebildet. 1896 gründete der Orden der Rosenkranzschwestern eine Schule in Bait Sahur.

### 20. Jahrhundert
Der Teilungsplan der Vereinten Nationen von 1947 plante Bait Sahur als Bestandteil des Corpus separatum für Jerusalem, zu diesem Gebiet hätten auch Bethlehem, Bait Dschala oder Abu Dis gehört.

### Intifada
Bait Sahur ist ein Ausgangspunkt verschiedener politischer Aktivitäten. Die Stadt spielte eine wichtige Rolle in der ersten und zweiten Intifada, als Bewohner Bait Sahurs als Zeichen ihres Protests gewaltfreie Aktionen anwandten.
Während dieser zwei Intifadas rief das in Bait Sahur ansässige Palestinian Center for Rapprochement between Peoples (PCR) unter George Rishmawi zu gewaltfreien Aktionen unter Leitung des International Solidarity Movements auf. Als Zeichen der Versöhnung lud das PCR während der ersten Intifada in der Aktion „Break Bread, Not Bones“ (zu deutsch: Brich Brot, nicht Knochen) Israelis zu einem Schabbat bei palästinensischen Familien ein.
Teil des gewaltlosen Widerstandes war ein Steuerboykott während der ersten Intifada 1989 unter dem Motto „No taxation without representation“. Israels Verteidigungsminister Jitzchak Rabin, der für die Niederschlagung der Intifada verantwortlich war, erwiderte “We will teach them there is a price for refusing the laws of Israel.” (dt. Wir werden sie lehren, dass sie einen Preis dafür zahlen müssen, die Gesetze Israels nicht einzuhalten.) Die israelische Militärbehörde verhängte eine 42-tägige Ausgangssperre über die Stadt, blockierte Nahrungsmittellieferungen, kappte die Telefonleitungen und verhaftete 40 Einwohner der Stadt. Außerdem brach die Armee in Privathäuser ein und stahl/requirierte Gelder. Die Militärverwaltung Israels hinderte die Generalkonsuln von Belgien, des Vereinigten Königreichs, Frankreichs, Griechenlands, Italiens, Spaniens und Schwedens bei dem Versuch, Beit Sahour zu betreten und sich ein Bild über die Auswirkung der israelischen Politik zu machen.
Die Militärverwaltung Israels hatte nach der israelischen Gesetzgebung das Recht, eigene Fantasiesteuern zu erfinden. Während der Intifada wurden als Kollektivstrafen die Steuern für „kaputte Fensterscheiben“, für „Raketenbeschuss“ (durch von Saddam Husseins Irak verursachte Raketentreffer im zweiten Golfkrieg) und für „Steinschäden“ (verursacht durch gewaltsame Proteste) erhoben. Auf diese Weise mussten Palästinenser Steuern für Schäden zahlen, für die sie nicht verantwortlich waren.
Der UN-Sicherheitsrat arbeitete an der Verabschiedung einer Resolution, die Israel dazu aufforderte, die beschlagnahmten Gelder zurückzuzahlen. Die USA verhinderten mit einem Veto die Verabschiedung dieser Resolution.

### Jüngere Geschichte
Das Alternative Information Centre befindet sich ebenfalls zu Teilen in der Bait Sahur.
Der Stadtrat von Bait Sahur, Elias Rishmawi, ist Mitbegründer der Alternative Tourism Group (ATG), einer Nichtregierungsorganisation, die Reisen nach Israel und Palästina anbietet. Dabei wird anhand der Olivenernte die Auswirkung der israelischen Okkupation auf die palästinensische Bevölkerung veranschaulicht.

## Wirtschaft
Bait Sahurs Wirtschaft basiert größtenteils auf dem Tourismus und der darauf bezogenen Industrie, wie beispielsweise Olivenholzschnitzwerk. Daneben spielt Landwirtschaft in Israel eine Rolle. Die Stadt profitierte in größerem Ausmaß vom „Betlehem 2000“-Projekt, das die Renovierung von Touristenattraktionen, Hotels und den angeschlossenen Geschäften vor der Jahrtausendwende vorsah.
Der soziale und wirtschaftliche Sektor wurden im September 2000 durch die Ereignisse der Zweiten Intifada stark in Mitleidenschaft gezogen.

## Religion

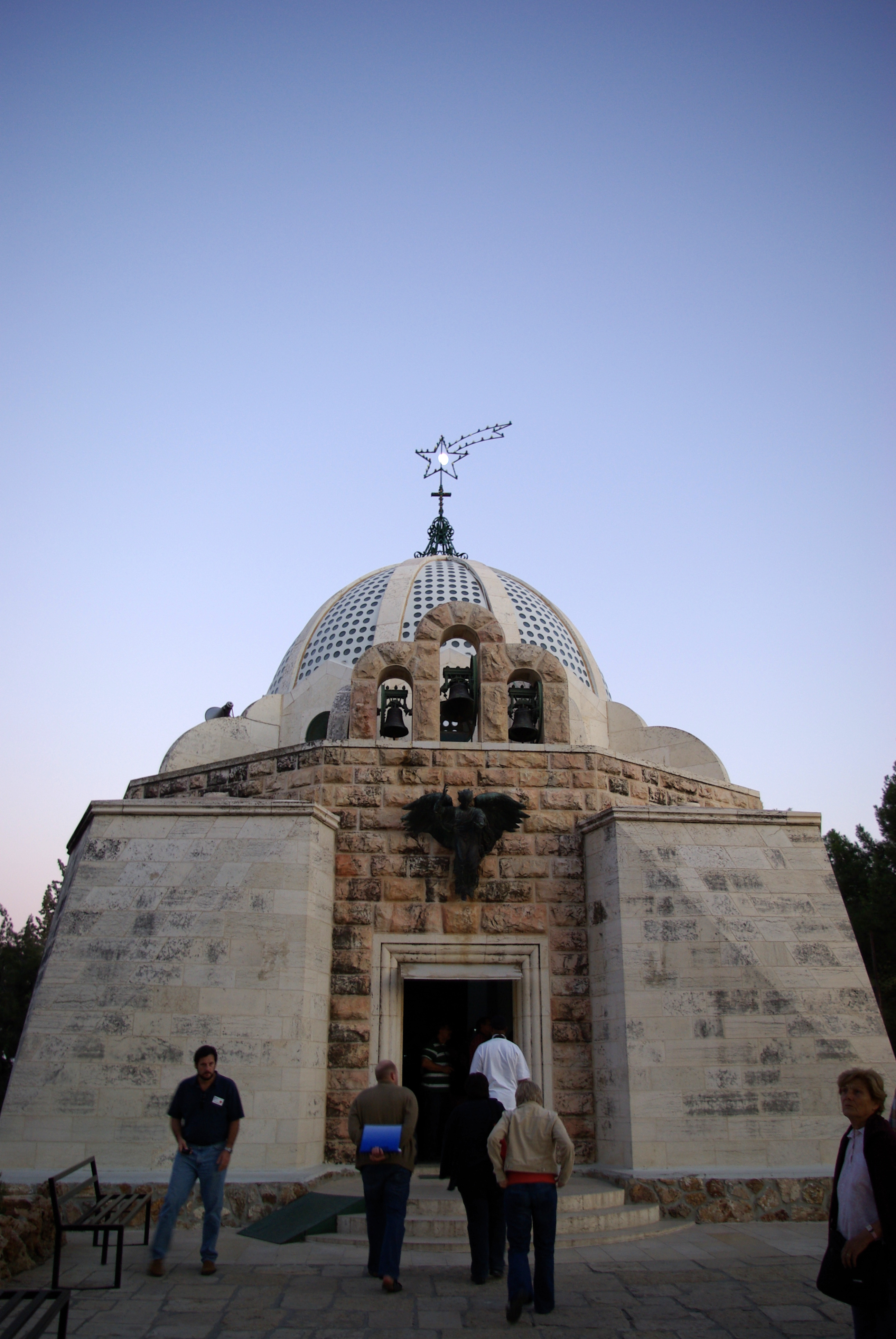
Franziskanerkapelle auf den „Hirtenfeldern“

Die Stadt befindet sich der Überlieferung nach auf dem Gebiet, wo laut Neuem Testament jene Hirten lagerten, denen die Geburt Jesu Christi zuerst verkündet wurde. Die Nähe zu Bethlehem und die heute noch ideale Weidelandschaft mit Höhlen lassen diese Lokalisierung aus Sicht der Gläubigen plausibel erscheinen.
Auf den „Hirtenfeldern“ im Gemeindegebiet gibt es daher verschiedene Gedenkstätten, die an die Verkündung der Weihnachtsbotschaft an die Hirten (Lk 2,1-20) erinnern. Diese Hirten und der Zusatz „Hirtenfeld“ (arabisch حقل الرعاة) erscheinen auch im Stadtwappen von Bait Sahur.

### Hirtenfelder der Franziskaner (Der es-Siar)
Auf dem Gelände befinden sich mehrere Zisternen und Grotten in der Art, wie man sich einen Stall zur Zeit Jesu vorstellen könnte. Über einer Grotte wurde zwischen 1953 und 1954 eine Kapelle in Form eines Zelts errichtet. Sie wird von der Kustodie des Heiligen Landes der Franziskaner unterhalten und ist Anziehungspunkt für Touristen, besonders am Heiligen Abend.

### Hirtenfelder mit orthodoxem Kloster (Der er-Ra'wat)
Auf dem Gelände befindet sich eine unterirdische orthodoxe Kirche, die der Gottesmutter Maria geweiht ist. Dort werden auch die angeblichen Gräber von drei Hirten gezeigt, denen die Weihnachtsbotschaft verkündet worden sein soll. Neben dieser Grotte wurde eine neue Klosterkirche errichtet.

### Marienbrunnen (Bir as-Sydah)
Im Stadtzentrum gibt es eine Zisterne, die von Isaak, dem Sohn Abrahams, gegraben worden sein und aus der Maria bei der Flucht nach Ägypten getrunken haben soll. Auch darüber wurde eine Kapelle errichtet.

## Partnerstädte
Bait Sahur hat 20 Partnerstädte, vor allem in Italien und Frankreich:
| - Anghiari, Italien - Mira, Italien - Quattro Castella, Italien - Rimini, Italien - Laconi, Italien - Fiorenzuola d’Arda, Italien - Givors, Frankreich - Grigny-sur-Rhône, Frankreich - Clichy, Frankreich - Vaulx-en-Velin, Frankreich - Romans-sur-Isère, Frankreich - Opsterland, Niederlande - Xanten, Deutschland - Doha, Katar - Manama, Bahrain - Fuheis, Jordanien - San Fernando, Chile - Korydallos, Griechenland - Utena, Litauen - Alba Iulia, Rumänien |

## Söhne und Töchter der Stadt
- Ghassan Andoni (* 1956), Physiker und Friedensaktivist
- Rifat Odeh Kassis
- Fu'ad Kukali
- Qustandi Shomali
- Djamal Banura (1938–2020), Autor
- Odeh Rishmawi